# Sofie Hagen
Sofie Hagen (Copenhague[cita requerida], 10 de noviembre de 1988) es una humorista danesa que vive en Londres. Ha actuado en espectáculos de humor y dirigido varios pódcast.

## Trayectoria
Hagen se mudó a Londres en septiembre de 2012 para dedicarse a la comedia en los circuitos convencionales. En 2013, la revista Time Out consideró a Hagen como «One to Watch». Ese mismo año, Hagen fue la primera mujer en recibir el premio Laughing Horse New Act of the Year.
En agosto de 2015, Hagen presentó su primer espectáculo, Bubblewrap, en el Edinburgh Fringe Festival. El espectáculo recibió una acogida favorable, con críticas de cinco estrellas en ThreeWeeks, The Skinny y Daily Mirror. Bubblewrap también recibió críticas de cuatro estrellas por parte de Chortle, Time Out, Beyond the Joke, The Herald, The Sunday Times y Fest Magazine. La actuación ganó el Edinburgh Comedy Awards en la categoría «Best Newcomer» patrocinado por Fosters. En noviembre de ese mismo año, Virago Press publicó su ensayo en la colección I Call Myself a Feminist.
En julio de 2016, Hagen apareció en la miniserie Outsiders del canal británico Channel 4. Llevó su segundo espectáculo en solitario, Shimmer Shatter, al Edinburgh Fringe Festival. En su siguiente gira, intentó facilitar la asistencia a sus seguidores con problemas de ansiedad permitiéndoles ponerse en contacto con ella antes de las actuaciones para que le explicaran sus necesidades. También pidió a la mayoría de los locales en los que actuaba que los baños fueran de género neutro para las personas que no se identificaban como hombre o mujer.
The Guardian describe a Hagen sobre el escenario como una humorista «con un encanto fácil… y gran habilidad para combinar temas delicados con carcajadas accesibles».
Hagen es activista por el movimiento de aceptación de los gordos. En enero de 2018, escribió un artículo para The Guardian en el que hacía un llamamiento a abandonar las dietas para perder peso por ser «aburridas», «estresantes» y «ni feministas ni saludables». En febrero de 2018, Hagen acaparó la atención pública por pedir a la organización benéfica británica Cancer Research UK que retirara una campaña en la que afirmaba que la obesidad era la segunda causa más común de cáncer. Criticaba que la campaña «humillaba a las personas con sobrepeso» y afirmaba que está demostrado que seguir una dieta es más peligroso que la obesidad.

## Pódcast
Hagen dirige Comedians Telling Stuff, una serie de pódcast en la que fórmula seis preguntas a seis humoristas. El espectáculo empezó en agosto de 2013. Entre otros invitados, ha entrevistado a Susan Calman, Nick Helm, Richard Herring, Michael Legge, Josie Long, Colin Mochrie, Pappy's, Katherine Ryan y Arthur Smith, además de comediantes jóvenes y de Dinamarca.
Entre diciembre de 2015 y diciembre de 2016, Hagen codirigió el podcast The Guilty Feminist junto con Deborah Frances-White.
En 2016, Hagen creó el podcast de humor Made of Human, en el que entrevista a humoristas. The New Statesman seleccionó Made of Human como uno de los mejores 10 pódcast de 2017. La Blurt Foundation nombró Made of Human uno de los mejores 10 pódcast de 2018. Hannah Parkinson, de The Guardian, entrevistó a Hagen acerca de Made of Human cuando visitó Edimburgo y lo eligió uno de los mejores pódcast del Edinburgh Fringe Festival. Hagen ha entrevistado a personas destacadas del mundo de la comedia, como Cameron Esposito, Aisling Bea, Mark Watson, Lolly Adefope, Hari Kondabolu, Nish Kumar, Katherine Ryan y Sara Pascoe.
En 2018, Hagen creó el podcast Secret Dinosaur Cult junto con la humorista Jodie Mitchell. En él, hablan dinosaurios y sus problemas paternales. Graban los episodios ante un público en directo en Londres en lo que ellas mismas denominan encuentros de culto. Cada semana cuentan una historia graciosa nueva sobre porno entre dinosaurios que encuentran en Internet.

## Premios
- 2012 – Funny Women Awards – Finalista.[30]
- 2012 – Leicester Square Theatre New Comedian of the Year 2012 – 3.er puesto.[31]
- 2013 – Laughing Horse New Act of the Year – Ganadora.[3]
- 2014 – Chortle Awards Best Newcomer – Ganadora.[32]
- 2015 – Fosters' Best Newcomer Award – Ganadora.[13]
- 2016 – Humorista danesa del año – Candidata.[33]